# Promylea dasystigma
Promylea dasystigma är en fjärilsart som beskrevs av Dyar 1922. Promylea dasystigma ingår i släktet Promylea och familjen mott. Inga underarter finns listade i Catalogue of Life.